# Mauricio Flores (humorista)
Mauricio Lora Flores Cabezas (Melipilla, 27 de mayo de 1966) es un humorista chileno. Conocido principalmente por el personaje de Melame en el dúo humorístico Melón y Melame, junto a Gigi Martin. También tiene otros personajes tales como Tony Esbelt que ha desarrollado principalmente en el programa de televisión Morandé con compañía.

## Carrera

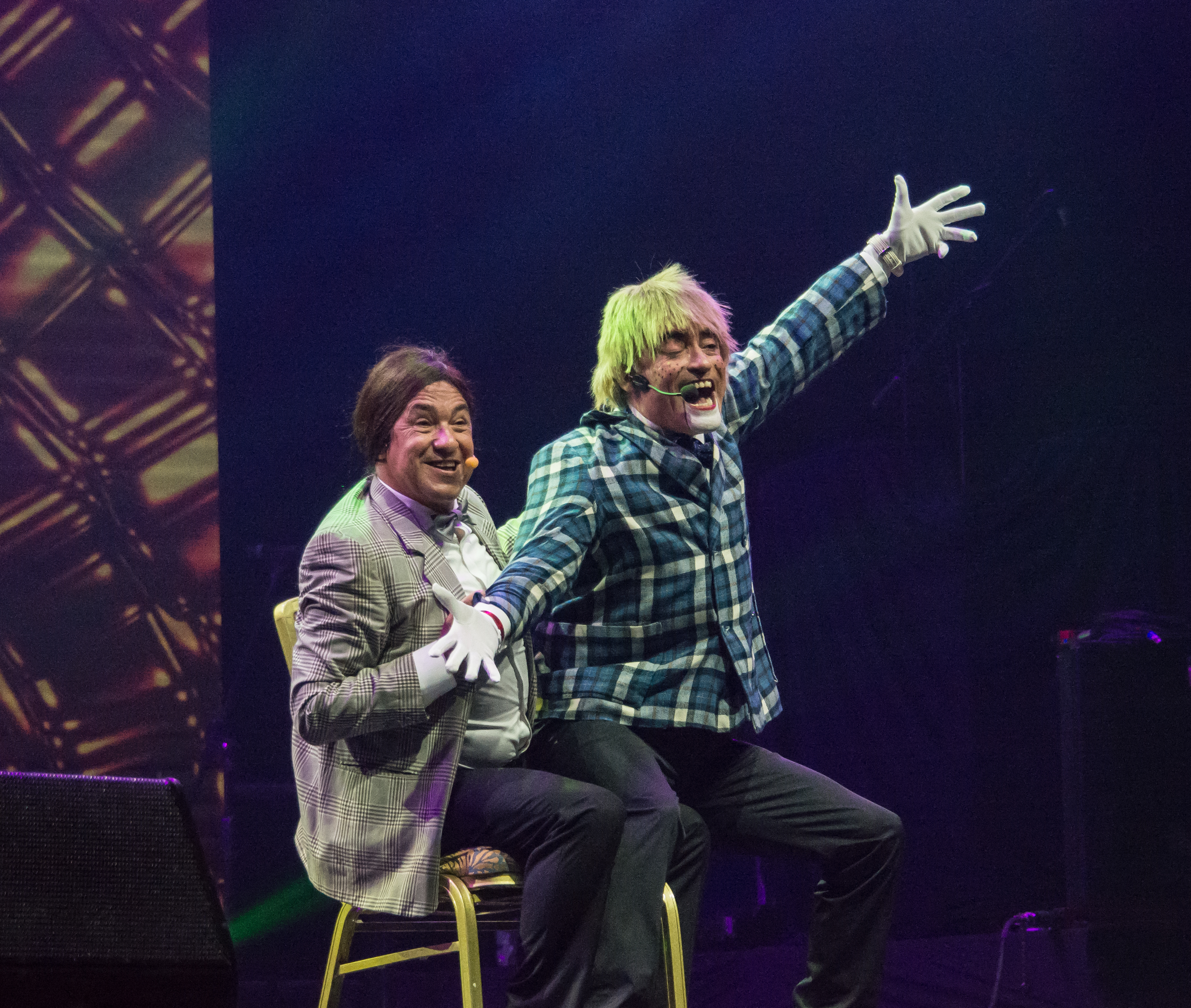
Melón y Melame en los premios Copihue de Oro 2018, Chile

Su carrera dio inicio en la sección "Humor joven" del programa Sábado gigante de Mario Kreutzberger, «Don Francisco» en donde su talento lo llevó rápidamente a la fama como un nuevo rostro del humor de la época a fines de los años 1980.[cita requerida]
Posteriormente se unió al también humorista Gigi Martin con quien formó la dupla Melón y Melame, con quien se presentó en 1998 y 1999 en el Festival Internacional de la Canción de Viña del Mar en donde obtuvieron gran éxito. Más tarde el dúo se separó y Mauricio continuaría realizando su personaje de Melame de forma individual, logrando también mucho éxito también en el Festival de Viña 2003, previo al reencuentro con Gigi Martin. En 2011 se presentó nuevamente, esta vez con su personaje de Tony Esbelt, también logrando éxito.